# 日本製鉄関西製鉄所
日本製鉄関西製鉄所（にっぽんせいてつかんさいせいてつしょ）は、日本製鉄の製鉄所である。2020年4月1日に、和歌山製鉄所、製鋼所及び尼崎製造所を統合して発足した。従業員数は5,254人となっている（2021年3月31日時点）。
和歌山地区(和歌山)、和歌山地区(海南)、和歌山地区(堺)、製鋼所地区、尼崎地区に分かれており、それぞれの所在地は以下の通りである。
- 和歌山地区(和歌山)：和歌山県和歌山市湊1850番地
- 和歌山地区(海南)：和歌山県海南市船尾260番地の100
- 和歌山地区(堺)：大阪府堺市堺区築港八幡町1番地
- 製鋼所地区：大阪府大阪市此花区島屋5丁目1番109号
- 尼崎地区：兵庫県尼崎市東向島西之町1番地

## 和歌山地区
和歌山地区は、和歌山県和歌山市と海南市の臨海部（和歌山湾）、大阪府堺市堺区にある日本製鉄の銑鋼一貫製鉄所であり、さらに和歌山地区(和歌山)、和歌山地区(海南)及び和歌山地区(堺)に分かれている。鋼管・鋼板を始めとする高付加価値の鉄鋼製品と鋼板素材（スラブ）を国内及び世界各地に送り出している。従業員数は3,045 人（2019年3月31日時点）。

### 概要

#### 和歌山地区（和歌山）、和歌山地区（海南）

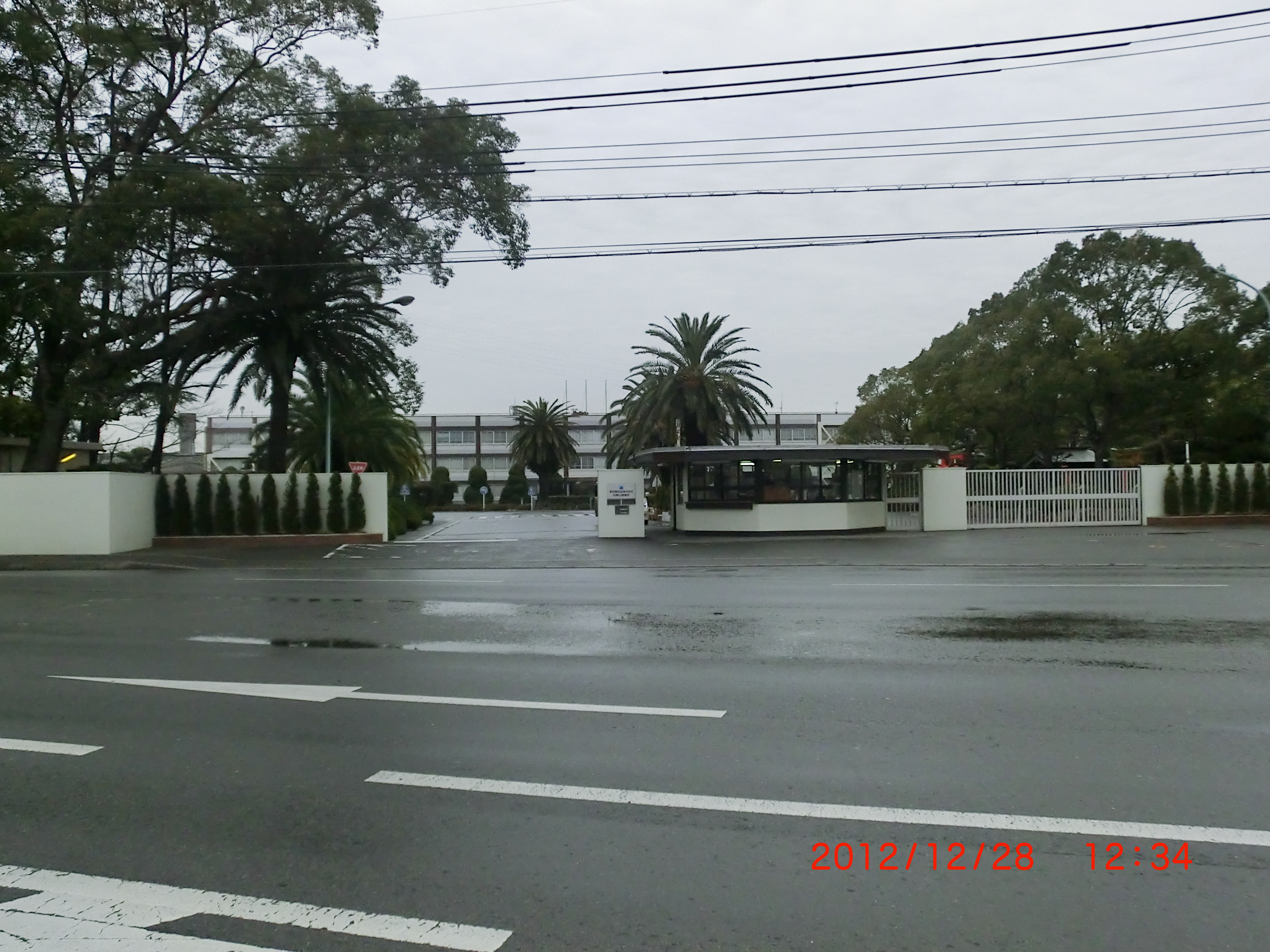
日本製鉄和歌山製鉄所正門

1942年（昭和17年）に、「（旧）住友金属工業和歌山製鉄所」として操業開始。第一高炉が完成した1961年（昭和36年）に鉄鋼一貫体制が確立して現在に至っている。鹿島製鉄所が完成するまで、同社の主力製鉄所として機能し、2年ごとに高炉を新設して生産量を拡大してきた。ピーク時の1970年（昭和45年）には高炉5基で約920万トンを生産し、和歌山市経済の象徴であった。
旧住金の関連会社は3万人もの社員を抱えており、近隣に工場を稼働させている花王とともに、和歌山市は全国有数の企業城下町（こちらも参照）と言われた（1960年の和歌山市の人口は28万5155人）。
1970年以降、鹿島製鉄所（1968年操業開始、年産約800万トン）への生産集約や需要低迷により断続的に減産が行われた。その結果、1990年代以降は高炉2基体制となり、生産量も1998年には約270万トンまで落ち込んだ。この時期には高炉などの設備の老朽化が進み、設備投資が行われなければ合理化による高炉閉鎖の可能性もあった（旧新日本製鐵は堺製鐵所等で高炉廃止を行っている）。
この状況下で、中国の経済成長などによる鉄鋼需要の大幅な増加を受けて高炉を新設し、老朽化した高炉を停止するスクラップ・アンド・ビルドの方針が打ち出され、2000年代以降新高炉の建設が続けて行われた（詳細は後述）。これらの経緯を経て、現在も旧住金側の主力製鉄所として機能している。
2020年（令和2年）2月、米中貿易摩擦による景気悪化などを背景に関西製鉄所和歌山地区の高炉1基を休止することが決定された。

#### 和歌山地区（堺）
1961年（昭和36年）、八幡製鐵の製鉄所として発足した。同年操業を開始したのが形鋼を圧延する大形工場で、現在残る唯一の工場でもある。1965年（昭和40年）には高炉が完成し、銑鋼一貫体制が確立した。1970年（昭和45年）の新日鉄発足に伴い、同社堺製鐵所となる。1980年代に入ると設備の縮小が相次ぎ、1984年（昭和59年）には2基あった高炉が1基のみとなり、翌1985年（昭和60年）には熱延鋼板の生産も終了した。1990年（平成2年）には高炉と製鋼部門が休止し、銑鋼一貫製鉄所から形鋼の圧延工場へと縮小した。
大形形鋼の生産拠点であり、H形鋼や造船用山形鋼、鋼矢板などを生産している。製鉄所構内には日本製鉄グループの大阪製鐵堺工場があり、同工場では電気炉によって製鋼作業が行われている。
事業の縮小で生じた高炉・原料ヤード等の跡地は再開発され、企業の工場や物流拠点が新たに建っている。

### データ
- 敷地面積 約759万m2（和歌山-約470万m2・海南-約90万m2・堺-約149万m2。東京ドーム162個分）
- 年間粗鋼生産量　約500万トン（国内第8位）

### 主要生産設備

#### 高炉
- 第4高炉 : 2,700 m3

1967年3月火入れ、2009年7月11日吹き止め
- 第5高炉 :  m3

1969年2月火入れ、2019年1月18日吹き止め
- 新第1高炉 : 3,700 m3

2009年7月17日火入れ（2020年4月25日より操業停止中）
- 新第2高炉 : 3,700 m3

2019年2月17日火入れ

##### 第4高炉
1967年3月の火入れ後、数次の改修を経て、新第1高炉が稼働した2009年まで使用された。三次改修後の火入れ（1982年2月23日）以降、2009年7月11日の吹き止めまで連続10,001日（27年4ヶ月）稼働し、世界最長を記録した。後述の通り、この記録はのちに更新されている。
製鉄所のシンボルである高炉は、一度火入れをすれば摂氏2,000度にも達する高温状態を維持し続けなければならず、その分痛みも激しいため定期的に大規模な改修工事が必要となる。24時間体制で操業する巨大設備である高炉において、世界一の長寿を達成したのが和歌山製鉄所の第4高炉である。
当初、第4高炉の三次改修では、改修後7年間稼動させる計画であったが、定期的な延命診断と必要に応じた補修を行い、高炉の稼動継続を可能にする新たな設備・操業技術を開発することで、世界記録を達成した。想定の3倍を越える稼動を可能にしたのは、常時15名程度の横断チームが行っている地道な工夫があり、これら数々の技術は国内外の鉄鋼会社に供与され、多くの高炉の稼動日数延長に甚大なる貢献をしている。
また、細かいメンテナンスの結果、25年以上連続して安定稼働させたことが評価され、本高炉は第4回日経ものづくり大賞（2007年、日本経済新聞社主催）を受賞した。

##### 第5高炉
1988年2月22日に第3次火入れをおこなって以来、2019年1月18日まで吹き止めをせずに操業を継続した。2015年7月11日に第3次火入れからの連続操業が1万2日に達し、第4高炉の作った記録を更新した。この時点で世界記録はベルギーのアルセロール・ミッタル・ツバロン製鉄所第1高炉が1983年11月30日から2012年4月17日まで操業した1万367日に更新されていたが、2016年7月にこれを更新している。後述の新第2高炉の火入れに伴い2019年1月18日をもって吹き止めとなり、連続操業日数記録は1万1289日で終止符が打たれた。

##### 新第1高炉
第4高炉に代わる形で建設され、2009年7月17日に火入れされた。容積は3,700立方メートルで、総工費は510億円である。本高炉建設前の和歌山製鉄所の粗鋼生産能力は年間約400万トン規模であり、工事完了後の2009年度から年間生産量を約450万トンに増やす計画とされた。増産分はスラブと呼ばれる薄板材料の半製品で、日本製鉄グループを中心に供給されていた。しかし、世界的な鉄鋼需要の減少に伴い、2020年4月25日より操業停止（バンキング）となっている。

##### 新第2高炉
2007年10月30日に、新たに総工費約900億円を投資して和歌山製鉄所に新第2高炉を建設して新第2高炉で第5高炉を更新するとともに、製鋼設備の増強を実施することが発表された。当時の発表では、2012年度後半には新第1高炉と新第2高炉二基体制となり、和歌山製鉄所における普通鋼の粗鋼生産量は年産500万トン体制となるとされていた。しかし、国内の鉄鋼需要が頭打ちであることや東アジアでの競争激化を理由に、2013年3月に新第2高炉の稼働を当面延期し、新第1高炉と第5高炉の体制を継続することが発表された。総工費については、2013年1月の報道では約1150億円とされている。2015年3月に新日鐵住金が発表した新中期経営計画では「現在稼働している第5高炉から、新第2高炉への切り替え事前準備を開始する。稼働時期は需要動向を踏まえて判断する」とされていた。2019年2月15日に第2高炉の稼働が始まり、年産500万トン以上の生産を見込んでいる。
新第1高炉と新第2高炉は、サイズや仕様などが同じ高炉となり、予備の部品や操業ノウハウを共有することにより、安定操業とコスト削減を目指している。製鋼工場部門では、高級鋼板の素材となる高品質スラブの連続鋳造機を増設してフル操業体制とすることになっている。

#### コークス炉
- 第4コークス炉 : 1,400トン/日

1967年3月稼動開始
- 第5コークス炉 : 1,690トン/日

1968年5月稼動開始
- 第6コークス炉 : 2,160トン/日

1969年6月稼動開始
- 新第1コークス炉 : 2,800トン/日

2009年5月稼動開始

### 生産品
- 鋼板
- 鋼管
- シームレスパイプ

和歌山製鉄所和歌山地区、海南地区では「パイプの住金」の異名をとるなど、旧住金の強みであるシームレスパイプを生産している。和歌山産のシームレスパイプは、地底深くから原油をくみ上げる最新の油井管に採用されており、世界シェアは80%に達する。旧住金では鋼板部の拠点であった鹿島に対し、鋼管部の拠点となっていた。
堺地区では、H形鋼、ハイパービームなど建材、土木、港湾用の大型形鋼を中心に製造している。
また、1949年以来、日本国内で鉄道車両の車輪と車軸を唯一生産している、旧住金の工業交通産機品カンパニー（現・日本製鉄製鋼所：大阪府大阪市此花区）に対しては、和歌山製鉄所の高炉で連続鋳造した鉄を供給している。

### 沿革

#### 和歌山地区（和歌山）、和歌山地区（海南）
- 1942年 - 操業開始。
- 1961年3月 -第一高炉火入れ　鉄鋼一貫体制が確立。
- 1963年4月 - 第二高炉火入れ。
- 1965年4月 - 第三高炉火入れ。
- 1967年3月 - 第四高炉火入れ。
- 1969年2月 - 第五高炉火入れ。
- 1969年12月 - 粗鋼年産920万トン体制。
- 1983年3月 - 第一高炉解体。鹿島製鉄所へ大量配転。
- 1988年6月 - 海南鋼管製造所と統合。
- 1990年9月 - 高炉2基体制化（第四・第五高炉）。
- 1992年12月 - 日本ステンレス（株）（現・日鉄ステンレス）と合併。
- 1997年2月 - 新シームレス操業開始。
- 1998年 - 粗鋼年産270万トンまで低下。
- 1999年7月 - 新製綱工場操業開始。
- 1999年7月 - 溶接管事業を分離→住友鋼管（現・日鉄鋼管）へ。
- 1999年7月 - 溶融亜鉛めっきライン2基の内1基を分離→関包スチールと合弁でケイエスガルバ設立。
- 2003年11月 - 上工程を分社化し、住金鋼鉄和歌山（後の日鉄住金鋼鉄和歌山）を設立。
- 2004年12月 - グラウンドをオークワへ売却→ガーデンパーク和歌山店へ。
- 2009年7月 - 新第1高炉完成、7月17日火入れ。粗鋼年産450万トン体制。それにともない第4高炉吹き止め(7月11日)
- 2012年10月 - 新日鐵住金が発足。
- 2014年4月 - 堺製鐵所と統合[3]。
- 2018年4月 - 新日鐵住金が日鉄住金鋼鉄和歌山を吸収合併。
- 2019年2月 - 新第2高炉、2月15日火入れ。粗鋼年産500万トン体制。それに伴い、第5高炉吹き止め。

#### 和歌山地区（堺）
- 1959年（昭和34年） - 堺建設本部設置。
- 1961年（昭和36年）10月1日 - 八幡製鐵堺製鐵所として発足。
- 1961年（昭和36年）11月26日 - 大形工場稼動開始。
- 1964年（昭和39年）4月1日 - 熱延工場稼動。
- 1965年（昭和40年）6月24日 - 第1高炉初火入れ。
- 1965年（昭和40年）6月29日 - 転炉新設。
- 1967年（昭和42年）7月31日 - 第2高炉初火入れ。
- 1970年（昭和45年）3月31日 - 新日本製鐵発足、同社堺製鐵所となる。
- 1981年（昭和56年） - 連続鋳造設備を新設。
- 1981年（昭和56年）5月 - 東ドイツのホーネッカー国家評議会議長が訪問。
- 1983年（昭和58年）5月 - 第1高炉休止。
- 1984年（昭和59年） - 第1高炉吹降し。
- 1985年（昭和60年）3月 - 熱延工場休止。
- 1989年（平成元年） - ハイパービーム（H形鋼・CT形鋼の一種）製造開始。
- 1990年（平成2年）3月 - 第2高炉・転炉・連続鋳造設備など製銑・製鋼設備が全休止。
- 1990年（平成2年）4月 - 堺製鐵所構内での電気炉操業を目的に、大阪製鐵と合同製鐵の共同出資で関西ビレットセンター設立。
- 1998年（平成10年） - 大阪製鐵堺工場設立。
- 1999年（平成11年）10月 - 大阪製鐵が関西ビレットセンターを合併。
- 2000年（平成12年） - ブレイザーズスポーツクラブ設立。
- 2012年（平成24年）10月1日 - 新日鐵住金（現・日本製鉄）発足。
- 2014年（平成26年）4月 - 和歌山製鉄所と統合し、同所・堺地区となる[3]。

#### 和歌山地区
- 2020年（令和2年）4月 - 日本製鉄の組織統合により、日本製鉄関西製鉄所和歌山地区となった。

### 立地環境
和歌山平野を流れる紀ノ川河口北側に広がる臨海部（和歌山湾）の埋立地などに立地している。かつては紀ノ川河口から北側は砂浜が二里（約8km）続いていた。そのため二里ヶ浜と呼ばれていたが、埋め立てにより磯ノ浦として一部が残るのみとなっており、大部分は同製鉄所用地となっている。
また同製鉄所の沖合いの和歌山湾内には約176ヘクタールの埋立地が存在している。本来は瀬戸内海環境保全特別措置法（瀬戸内法）で埋め立てを制限されている場所だが製鉄所の公害対策等の理由で例外的に埋め立てられた。しかし同製鉄所は段階的に高炉を減らしたため、移転計画は中止となり埋立地だけが残っている。
埋立地には、関西電力のLNG火力発電所（計画：出力370万キロワット）の建設等が計画されているが、数度にわたる運転開始時期延期により目処は立っていない。

### 地域貢献
和歌山県立医科大学に対して、建物を寄贈することが発表されている。旧住金が研修医の教育施設などに活用する目的の「地域医療推進センター」（仮称）を建設し、寄贈する。地域医療推進センターは、2009年度中に同大学の附属病院の隣接地に建設する延べ床面積約3,000平方メートルの建物で、建設費用の約10億円を全額負担する。同医大は地域の医師不足対策から県立医科大学の定員が2008年度から25人増員する計画で、2008年度中に建設する新教育棟と共に、地域医療に携わる人材確保や技能向上に利用される予定である。

### 堺製鐵所縮小後に進出した主な企業
当初はユニバーサル・スタジオ・ジャパン（USJ）や統合型リゾート（IR）の候補地としてあがっていたが、いずれも頓挫。その後、シャープの液晶新工場誘致に切り替えた上で兵庫県姫路市などとの誘致合戦の末に同社新工場の建設が決定した。
- シャープ - 2010年堺工場を新設。子会社が製造販売していたが、シャープの経営悪化によりまず子会社が鴻海に傘下入りする。その後シャープ本体も鴻海傘下に入りし本社も阿倍野区から当地へ移転した。堺工場稼働開始時より所在地町名を「築港八幡町」から「匠町」へ変更。
  - ソフトバンク、KDDI - いずれもシャープ堺工場の土地・建物を購入しデータセンターとして利用する。
- アマゾン - 2009年アマゾン堺FCを開業。西日本初の物流拠点として設置。これにより西日本特に関西の利用者の利便性が向上。
- 堺浜シーサイドステージ - 2006年開業。映画館や飲食店・スーパー銭湯等が入居する娯楽商業施設。
- 堺市 - 2013年堺市クリーンセンター臨海工場を新設。工場運営会社として特別目的会社が設置されるがその構成企業代表に新日鉄住金エンジニアリングが選ばれる。

### 和歌山地区（堺）その他
- 三井物産が、開発中のライトレールの一種であるトランスロールの実験線（全長500メートル）の用地を借地していた（2009年に試験終了、用地は返還された）。
- イオンモール堺北花田：旧新日本製鐵花田社宅跡地に2004年10月28日にオープンした。
- 所在地は発足以前には築港北町と築港中町という町名だったが、発足の1961年に旧八幡製鐵にちなんで築港八幡町と改称された。

### アクセス
和歌山地区（和歌山）
- 和歌山バス土入橋停留所下車 徒歩約5分
  - JR和歌山駅4番のりばから延時経由の和歌山バスで約20分
  - 南海和歌山市駅4番のりばから労災病院前・坂田行きの和歌山バスで約15分
  - 南海和歌山大学前駅東口2番のりばから延時経由の和歌山バスで約25分

和歌山地区（堺）
- 阪神高速湾岸線三宝出入口から約1分、大浜出入口から約10分。因みに三宝出入口の敷地は嘗て堺製鐵所敷地であった。
- 南海本線堺駅西出口より南海バス「堺駅西口」1番のりばから「19・20系統北回り」に乗車、バス停「八幡町」下車、徒歩約15分。
- Osaka Metro四つ橋線 住之江公園駅からタクシーで15分

和歌山地区（海南）
- 和歌山バス船尾西停留所下車 徒歩約2分
  - JR海南駅2番のりばからマリーナシティ方面行きの和歌山バスで約10分

## 製鋼所地区

### 概要
製鋼所地区は、1907年に日本初となる民間鋳鋼工場として開所した。国内シェア100 % を誇る鉄道用車輪・車軸や自動車向け鍛造クランクシャフトを製造する。従業員数は1,225人（2019年3月31日時点）。

### 沿革
- 1907年（明治40年） - 住友鋳鋼場を現在の製鋼所所在地に移転。
- 1952年（昭和27年） - 住友金属工業に商号復帰。
- 2001年（平成13年）3月31日 - 製鋼所の敷地の一部と日立造船桜島工場跡地にユニバーサル・スタジオ・ジャパンが開園。
- 2012年（平成24年） - 新日本製鐵と住友金属工業が合併、新日鐵住金が発足し、同社の製鋼所となる。
- 2019年（平成31年） - 新日鐵住金が日本製鉄へ商号変更したことに伴い、日本製鉄製鋼所となる。
- 2020年（令和2年） - 日本製鉄の組織統合により、関西製鉄所の一部となった[1]。

### 主要製品
- 鉄道車両品
- 自動車・建設機械品
- 産業機械品

### アクセス
- JR安治川口駅より徒歩約10分

## 尼崎地区

### 概要
尼崎地区は、1919年（大正8年）に住友伸銅所尼崎工場として操業を開始した。石炭火力発電所で使用されるボイラチューブを中心に、加圧水型原子炉の蒸気発生器の伝熱管、油圧シリンダー用鋼管など、ハイエンドのシームレスパイプを製造する。
地区の構内は南北に走る兵庫県道57号尼崎港線の両側に広がっている。構内はトロッコ軌道が縦横に走っており、東西の構内を結ぶために軌道が県道を横断する踏切が1箇所だけある。時折、県道の交通を止めて、トロッコ列車が踏切を行き来する。
従業員数は705人（2019年3月31日時点）。

### 沿革
- 1919年（大正8年） - 住友伸銅所尼崎工場として開所。
- 1956年（昭和31年） - 住友金属工業に商号復帰。
- 2012年（平成24年） - 新日本製鐵が住友金属工業を吸収合併し、新日鐵住金尼崎製造所となる。
- 2019年（平成31年） - 新日鐵住金の社名変更に伴い、日本製鉄尼崎製造所となる。
- 2020年（令和2年） - 日本製鉄の組織統合により、関西製鉄所の一部となった[1]。

### 関連会社
- 日鉄住金関西工業
- 日鉄住金関西ランドスケープ
- 日鉄住金テクノロジー

### アクセス
- 阪神尼崎駅より徒歩約15分
- 阪神バス（尼崎市内線）70番 日本製鉄前下車すぐ